# Gnophos praeacutaria
Gnophos praeacutaria är en fjärilsart som beskrevs av Eugen Wehrli 1922. Gnophos praeacutaria ingår i släktet Gnophos och familjen mätare. Inga underarter finns listade i Catalogue of Life.